# Colapso de la Edad del Bronce Final

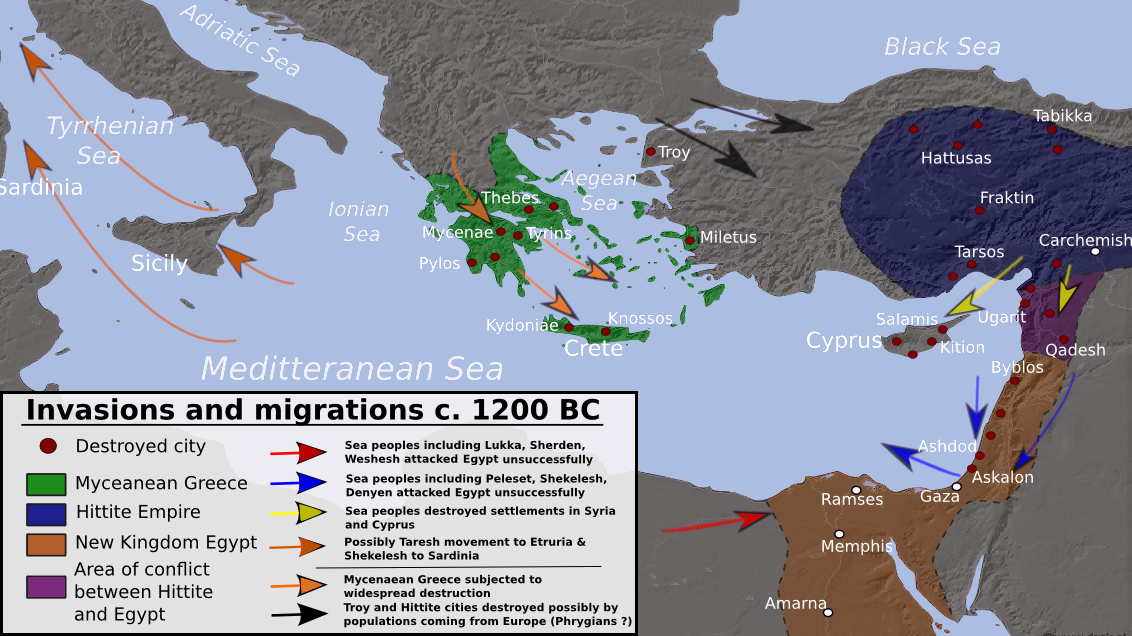
Invasiones, destrucción y posibles movimientos de población durante el colapso de la Edad del Bronce, 1200 a. C.

El colapso de la Edad del Bronce Tardía fue un período de transición de la Edad Oscura en Oriente Próximo, la Región del Egeo, África del Norte, el Cáucaso, los Balcanes y el Mediterráneo Oriental desde el final de la Edad del Bronce hasta la Edad del Hierro, una transición considerada violenta, repentina y culturalmente disruptiva
por los historiadores. La economía palatina del mar Egeo y de Anatolia que caracterizó la Edad del Bronce Tardía se desintegró, transformándose en las pequeñas culturas de pueblos aislados característicos de la Edad Oscura.
Entre el 1200 y 1150 a. C., el colapso cultural de la civilización micénica, la dinastía de los Casitas, el Imperio hitita en Anatolia y el Levante mediterráneo, y la fragmentación del Imperio Nuevo egipcio junto a la pérdida de sus colonias del sur de Canaán provocaron la interrupción de las rutas comerciales y una grave reducción en la alfabetización. Durante la primera fase de este período, casi todas las ciudades entre Pilos y Gaza fueron violentamente destruidas, o simplemente abandonadas: algunos ejemplos incluyen Hattusa, Micenas y Ugarit. Según Robert Drews: "En un período de entre cuarenta y cincuenta años, a fines del siglo XIII a. C. y comienzos del XII a. C., casi todas las ciudades importantes del mediterráneo oriental fueron destruidas, muchas de ellas nunca serán ocupadas de nuevo". Solamente unos pocos estados poderosos, particularmente Asiria y el Imperio elamita, no se vieron afectados en gran medida por el colapso de la Edad de Bronce, no obstante a fines del siglo XII a. C. el Imperio elamita colapsó tras su derrota por Nabucodonosor I y su historia se torna oscura durante los siguientes tres siglos; asimismo tras la muerte de Ashur-bel-kala en 1056 a. C., Asiria entró en una decadencia comparativa durante aproximadamente los 100 años posteriores, su imperio se redujo significativamente, y hacia el 1020 a. C. Asiria parece haber controlado exclusivamente las áreas cercanas.
Gradualmente, al final de la Edad Oscura, diversos reinos luvio-arameos colonizaron Cilicia y el Levante. A partir de mediados del siglo X a. C., los arameos se establecieron en la región del Levante y los filisteos en el sur de Canaán. Entre el 911 y el 605 a. C., se produjo la eclosión del Imperio Neo-asirio, la llegada de los frigios, los cimerios y los lidios a Asia Menor, los urartu y los colcos al Cáucaso y de los pueblos iranios como persas, medos y partos en el antiguo Irán, y el surgimiento de la Grecia clásica tras la Época Arcaica.

## Evidencia regional

### Rastros de destrucción

#### Anatolia
Antes del colapso de la Edad del Bronce, Anatolia (Asia Menor) estaba dominada por una serie de pueblos indoeuropeos: luvitas, hititas, mitanios y micénicos, junto con los asirios semíticos y los hurritas. Desde el siglo XVII a. C., los mitanios formaron una clase dirigente sobre los hurritas, un antiguo pueblo indígena que hablaba el idioma hurro-urartiano. De manera similar, los hititas absorbieron a los hatianos, un pueblo que habla un idioma que puede pertenecer al grupo del Cáucaso Norte o un idioma aislado.
Los diversos asentamientos de Anatolia, aparte de las regiones asirias en el sudeste que fue importante durante la Edad del Bronce Tardía, muestra una capa de destrucción, y aparentemente las ciudades no lograron recuperar el nivel de la civilización hitita durante los siguientes 1000 años. Hattusa, capital del imperio hitita, fue quemada (probablemente por los kaskas y posiblemente con ayuda de los frigios), abandonada, y nunca volvió a ser ocupada.
Karaoğlan, cercana a la actual ciudad de Ankara, fue quemado y los cadáveres quedaron sin enterrar. Muchos otros sitios que no fueron destruidos fueron abandonados. El Imperio hitita fue destruido por los frigios de habla indoeuropea y por los arameos de lengua semítica. Troya fue destruida al menos dos veces, antes de ser abandonada hasta la época romana.
Los frigios llegaron (probablemente desde el Bósforo) en el siglo XIII a. C. y devastaron lo que quedaba del debilitado Imperio hitita (ya debilitado por la derrota y anexión de gran parte de su territorio por el Imperio Asirio Medio, y la posterior derrota por parte de los kaskas), antes de ser controlado por los asirios a comienzos de la Edad de Hierro en el siglo XI a. C. Otros grupos de guerreros indoeuropeos llegaron a la región, principalmente los lidios, los cimerios y los escitas. Los arameos semíticos, los colcos y los hurro-urartianos también aparecieron en diversas partes de la región. Los sitios en Anatolia que muestran evidencia del colapso son:
- Troya
- Mileto
- Hattusa[10]
- Mersin
- Tarhuntassa

#### Chipre
La catástrofe separa al Ciprense Tardío II (LCII) del período LCIII, con el saqueo y la quema de las ciudades de Enkomi, Citio y Sinda, que se pudieron haber producido dos veces antes de sus abandonos. Durante el reinado del rey hitita Tudhaliya IV (1237-1209 a. C.), la isla fue brevemente invadida por los hititas, ya sea para asegurar el recurso de cobre o como una forma de prevenir la piratería.
Poco después, la isla fue reconquistada por su hijo alrededor de 1200 a. C. Algunas ciudades (Enkomi, Citio, Palaeokastro y Sinda) muestran rastros de destrucción al final de LCII. Se cuestiona si esto es producto de una invasión micénica. Originalmente, se han propuesto dos olas de destrucción cerca del 1230 a. C. causada por los pueblos del mar y del 1190 a. C. por los refugiados del mar Egeo.
Alasiya fue saqueada por los pueblos del mar y dejó de existir en 1085.
Los asentamientos más pequeños de Ayios Dimitrios y Kokkinokremnos, así como otros poblados, fueron abandonados, pero no muestran rastros de destrucción. Kokkinokremos fue un asentamiento efímero, donde se encontraron varios alijos escondidos por herreros. Que nadie haya regresado jamás para reclamar los tesoros sugiere que aquellos que enterraron estos artefactos fueron asesinados o esclavizados. El restablecimiento de la población se produjo solo en la Edad de Hierro temprana con asentamientos fenicios y griegos. Estos sitios en Chipre muestran evidencia del colapso:
- Palaeokastro
- Citio
- Sinda
- Enkomi

#### Siria

Mapa del colapso de la Edad del Bronce

La antigua Siria había estado dominada inicialmente por una serie de pueblos de habla semítica. Destacaban los eblaítas de lengua semítica oriental, los amorreos de habla cananea y los ugaritas de lengua ugarítica. Siria durante este tiempo se conocía como «La tierra de Amurru».
Antes y durante el fin de la Edad de Bronce, Siria fue campo de batalla entre los imperios de los hititas, asirios, mitanios y egipcios, y las regiones costeras fueron atacadas por los pueblos del mar. Desde el siglo XII a. C., los arameos adquirieron importancia en Siria, y la región fuera de las áreas costeras fenicias de habla cananea finalmente habló arameo, llegando a ser conocida esta región como Aram y Eber Nari.
En los yacimientos levantinos se han encontrados pruebas de vínculos comerciales con Mesopotamia (Asiria y Babilonia), Egipto y el Egeo en la Edad del Bronce Tardía. Los restos encontrados en Ugarit muestran que allí la destrucción ocurrió después del reinado de Merneptah (1213-1203 a. C.) e incluso la caída de Bay (murió en el 1192 a. C.). El último rey de la era de bronce del estado semita de Ugarit, Ammurapi, era contemporáneo del rey hitita Suppiluliuma II. Las fechas exactas de su reinado se desconocen.
Una carta del rey se conserva en una de las tablillas de arcilla encontradas en la conflagración de la destrucción de la ciudad. Ammurapi recalca la seriedad de la crisis que enfrentan muchos estados levantinos por la invasión y el avance de los Pueblos del Mar en una dramática respuesta a un pedido de ayuda del rey de Alasiya. Ammurapi destaca la situación desesperada que afrontaba Ugarit en la carta RS 18.147:

Padre mío, he aquí, las naves enemigas llegaron (aquí); mis ciudades (?) fueron incendiadas, e hicieron cosas malas en mi país. ¿No sabe mi padre que todas mis tropas y carros (?) están en la Tierra de Hatti, y que todos mis barcos están en la Tierra de Lukka? ... Por lo tanto, el país está abandonado a sí mismo. Que mi padre lo sepa: las siete naves del enemigo que vinieron aquí nos infligieron mucho daño.

El socorro nunca llegó y Ugarit fue incendiada al final de la Edad del Bronce. Sus niveles de destrucción contenían cerámica del periodo Heládico reciente IIIB, pero no del Heládico reciente IIIC (véase Civilización micénica). Por lo tanto, la fecha de la destrucción es importante para la fecha de la fase HR IIIC. Dado que una espada egipcia que lleva el nombre del faraón Merneptah se encontró en los niveles de destrucción, el 1190 a. C. fue tomado como la fecha para el comienzo de la LH IIIC. 
Una tableta cuneiforme encontrada en 1986 muestra que Ugarit fue destruido después de la muerte de Merneptah. En general, se acepta que Ugarit ya había sido destruido en el octavo año de Ramsés III, 1178 a. C. Estas cartas en tablillas de arcilla halladas al horno en la conflagración de la destrucción de la ciudad hablan de ataques desde el mar, y una carta de Alasiya (Chipre) habla de ciudades que ya están siendo destruidas por atacantes que llegaron por mar. También habla de la ausencia de la flota de Ugarit patrullando la costa licia.
Los arameos semíticos occidentales finalmente reemplazaron a los amorreos, cananeos y la población de Ugarit. Los arameos, junto con los Neo-hititas llegaron a dominar la mayor parte de la región, tanto política como militarmente, desde finales del siglo XI a. C. hasta el surgimiento del Imperio Neo-asirio a fines del siglo X a. C., después de lo cual toda la región cayó en Asiria. Estos sitios en Siria muestran evidencia del colapso:
- Ugarit
- Tell Sukas
- Qadesh
- Qatna
- Hamath
- Alalakh
- Alepo
- Karkemish
- Emar

#### Sur del Levante mediterráneo
Los datos recopilados en Egipto indican que desde el reinado de Horemheb (1319/1306-1292 a. C.), los Shasu nómadas fueron más problemáticos que los Habiru anteriores. Ramsés II (1279-1213 a. C.) hizo campaña contra ellos, persiguiéndolos hasta Moab, donde estableció una fortaleza tras una derrota cercana en la batalla de Qadesh. Durante el reinado de Merenptah, los Shasu amenazaron el "Camino de Horus" al norte de Gaza. Los datos muestran que Deir Alla (Succoth) fue destruido tras del reinado de la reina Tausert (1191-1189 a. C.)
El sitio destruido de Laquis fue rehabitado brevemente por ocupantes ilegales y una guarnición egipcia, durante el reinado de Ramsés III (1186-1155 a. C.). Todos los centros urbanos ubicados a lo largo de una ruta costera desde Gaza hacia el norte fueron destruidos, y los datos señalan que Gaza, Asdod, Ascalón, Acre y Jaffa fueron quemados y no se volvieron a ocupar hasta treinta años después. Las ciudades del interior como Jasor, Bethel, Beit Shemesh, Eglon y Debir fueron destruidos. Los refugiados que escaparon del colapso de los centros costeros pudieron haberse fusionado con los elementos entrantes nómadas y anatolios para comenzar el crecimiento de las aldeas en las laderas de las montañas en la región de las tierras altas que se asoció con el posterior desarrollo de los hebreos.
Durante el reinado de Ramsés III, los filisteos pudieron reasentarse en la franja costera que discurre entre Gaza y Joppa, Denyen (posiblemente la tribu de Dan mencionada en la Biblia, o más probablemente la gente de Adana, también conocida como Danuna, parte del Imperio hitita) se estableció desde Jaffa hasta Acre, y Tjekker en Acre. Los sitios rápidamente lograron la independencia, tal y como narra la Historia de Unamón. Lugares en el sur del Levante con señales del fin de la edad:
- Jasor
- Acre
- Megido
- Deir 'Alla (Sukkot)
- Bethel
- Beth Shemesh
- Laquis
- Asdod
- Ascalón

#### Grecia
Ninguno de los palacios micénicos de la Edad del Bronce Tardía sobrevivió (con la posible excepción de las fortificaciones ciclópeas en la Acrópolis de Atenas), con un grado de destrucción mayor en palacios y fortificaciones. Hasta el 90 % de los pequeños asentamientos en el Peloponeso fueron abandonados, lo que sugiere una importante despoblación.
El colapso de la Edad del Bronce marcó el inicio de lo que se ha llamado la Edad Oscura, que duró aproximadamente 400 años y terminó con el establecimiento de la Grecia arcaica. Otras ciudades como Atenas continuaron siendo ocupadas, pero con una esfera de influencia más local, con pruebas limitadas de comercio y una cultura empobrecida, de la que tomó siglos recuperarse. Estos son los sitios en Grecia que muestran evidencia del colapso:
- Fuerte Dimeo
- Pilos
- Nijoria
- El Menelaion
- Tirinto
- Micenas
- Tebas
- Lefkandi
- Yolco[16]
- Cnosos
- Cidonia

### Áreas que sobrevivieron marginalmente

#### Mesopotamia
El Imperio Asirio Medio (1392-1056 a. C.) había destruido el Imperio hurrita-mitanni, anexionó gran parte del Imperio hitita y eclipsó al Imperio egipcio, y al comienzo del Colapso de la Edad del Bronce Tardía controló un imperio que se extendía desde las montañas del Cáucaso en el norte hasta la península arábiga en el sur, y desde el antiguo Irán en el este hasta Chipre en el oeste. Sin embargo, en el siglo XII a. C., las satrapías asirias en Anatolia fueron atacadas por los Mushki (frigios) y las del Levante por los arameos, pero Tiglatpileser I (que reinó entre 1114 y 1076 a. C.) pudo vencer y repeler estos ataques.. El Imperio Asirio Medio sobrevivió intacto durante gran parte de este período, con Asiria dominando y a menudo gobernando directamente a Babilonia, controlando el sudeste y el sudoeste de Anatolia, el noroeste de Irán y gran parte del norte y centro de Siria y Canaán, hasta las costas del Mediterráneo oriental y Chipre.
Los arameos y los frigios fueron sometidos, y Asiria y sus colonias no fueron amenazadas por los pueblos del mar que habían asolado Egipto y gran parte del Mediterráneo oriental. Sin embargo, después de la muerte de Ashur-bel-kala en 1056 a. C., Asiria se retiró a sus fronteras naturales, abarcando lo que hoy es el norte de Irak, el noreste de Siria, los límites del noroeste de Irán y el sudeste de Turquía. Asiria conservó una monarquía estable, el mejor ejército del mundo, y una administración civil eficiente, lo que le permitió sobrevivir intactos al colapso de la Edad del Bronce. Desde finales del siglo X a. C., una vez más comenzó a afirmarse internacionalmente.
La situación en Babilonia era muy diferente: después de la retirada asiria, nuevos grupos de semitas, como los arameos y posteriormente caldeos y suteos, se extendieron sin control en Babilonia desde Levante, y el poder de sus reyes débiles apenas se extendió más allá de los límites de la ciudad de Babilonia. Babilonia fue saqueada por los elamitas bajo Shutruk-Nahhunte (1185-1155 a. C.) y perdió el control del valle del río Diala en Asiria.

#### Egipto
Después de la aparente supervivencia por un tiempo, el Imperio egipcio colapsó a mediados del siglo XII a. C. (durante el reinado de Ramsés VI, 1145-1137 a. C.). Anteriormente, la Estela de Merenptah (c 1200 a. C.) hablaba de ataques de los habitantes de Putria (de la moderna Libia), con ayuda de personas de cinco pueblos: Ekwesh, Shekelesh, Lukka, Shirdana y Teresh y una revuelta cananea en las ciudades de Ascalón, Yenoam y entre el pueblo de Israel. Un segundo ataque durante el octavo año del reinado de Ramsés III involucró a Peleset, Tjeker, Shirdana, Denyen y Weshesh.

### Conclusión
Robert Drews describe el colapso como "el peor desastre en la historia antigua, incluso más calamitoso que el colapso del Imperio Romano de Occidente". Los recuerdos culturales del desastre hablaban de una "edad de oro perdida": por ejemplo, Hesíodo habló de Edades de Oro, Plata y Bronce, separadas de la moderna Edad del Hierro por la Edad de los Héroes. Rodney Castledon sugiere que los recuerdos del colapso de la Edad de Bronce influyeron en los relatos de Platón sobre la Atlántida.

## Posibles causas
Varias teorías se han presentado como posibles contribuyentes al colapso, muchas de ellas mutuamente compatibles.

### Medioambiental

#### Cambio climático
Los cambios climáticos como el Dryas Reciente o la Pequeña Edad de Hielo marcan la historia de la humanidad. Los efectos locales de estos cambios pueden causar malas cosechas en muchos años consecutivos, lo que lleva a la guerra como un último esfuerzo para sobrevivir. Los factores desencadenantes del cambio climático aún se debaten, pero los pueblos antiguos no pudieron haber predicho o enfrentado los cambios climáticos sustanciales.

#### Erupciones volcánicas
La erupción de Hekla 3 coincide aproximadamente con este período, y aunque la fecha exacta está bajo una gran controversia, un grupo de investigadores calculó que la fecha era específicamente 1159 a. C., lo que implicaba que la erupción se produjo durante el colapso de Egipto.

#### Sequía
Utilizando el Índice de Sequía de Palmer para 35 estaciones meteorológicas griegas, turcas y de Oriente Medio, se demostró que una sequía del tipo que persistió a partir del enero de 1972 habría afectado a todos los sitios asociados con el colapso de la Edad del Bronce Tardía. La sequía podría haber precipitado o acelerado fácilmente los problemas socioeconómicos y llevado a guerras.
Más recientemente, se ha demostrado cómo la desviación de las tormentas invernales desde el Atlántico al norte de los Pirineos y los Alpes, que trajeron consigo condiciones más húmedas a Europa Central pero sequía al Mediterráneo Oriental, estuvo asociada con el colapso de la Edad del Bronce Tardía.
El polen hallado en los núcleos de sedimentos del Mar Muerto y el Mar de Galilea muestra que hubo un período de sequía severa al comienzo del colapso.

### Cultural

#### Trabajo del hierro
El colapso de la Edad del Bronce se puede ver en el contexto de una historia tecnológica que vio la lenta y comparativamente continua difusión de la siderurgia en la región, comenzando con el trabajo de hierro precoz en la actual Bulgaria y Rumania en los siglos XIII y XII a. C.
Leonard R. Palmer sugirió que el hierro, superior al bronce para la fabricación de armas, era más abundante y permitía que grandes ejércitos de usuarios de hierro abrumaran a los ejércitos más pequeños de carros de guerra maryanu, que usaba bronce.

#### Cambios en la guerra
Robert Drews argumenta a favor de la aparición de la infantería en masa, cuyos usuarios utilizarían armas y armaduras de reciente desarrollo, como cabezas de lanza en lugar de lanzas forjadas y espadas largas, un arma revolucionaria de corte y empuje, y jabalinas. La aparición de fundiciones de bronce sugiere "que la producción masiva de artefactos de bronce fue repentinamente importante en el Egeo". Por ejemplo, Homero usa "lanzas" como un sinónimo virtual de "guerreros".
Tal armamento nuevo, en manos de un gran número de "escaramuzadores" que podrían enjambrar y derribar un ejército de carros, desestabilizaría a los estados que estaban basados en el uso de carros por parte de la clase dominante. Eso precipitaría un abrupto colapso social cuando los invasores comenzaron a conquistar, saquear y quemar ciudades.

### Colapso de los sistemas generales
Un colapso general de los sistemas se ha presentado como una explicación de las revocaciones en la cultura que ocurrieron entre la cultura de los campos de urnas de los siglos XIII y VIII a. C. y el surgimiento de la cultura celta de Hallstatt en los siglos IX y X a. C. La teoría del colapso de los sistemas generales, iniciada por Joseph Tainter, plantea la hipótesis de cómo las caídas sociales en respuesta a la complejidad pueden llevar a un colapso que dé como resultado formas más simples de la sociedad.
En el contexto específico del Medio Oriente, una variedad de factores, que incluyen crecimiento de la población, la degradación del suelo, la sequía, el uso de armas de bronce fundido y tecnologías de producción de hierro, podrían haberse combinado para elevar el precio relativo del armamento (en comparación con tierra cultivable) a un nivel insostenible para las aristocracias guerreras tradicionales. En sociedades complejas que eran cada vez más frágiles y menos resistentes, la combinación de factores pudo haber contribuido al colapso.
La creciente complejidad y especialización de la organización política, económica y social de la Edad del Bronce Tardía en la frase de Carol Thomas y Craig Conant hizo que la organización de la civilización fuera demasiado intrincada para restablecerse por partes cuando se alteraba. Eso podría explicar por qué el colapso fue tan generalizado y capaz de hacer que las civilizaciones de la Edad del Bronce fueran incapaces de recuperarse. Los defectos críticos de las sociedades de la Edad del Bronce Tardía son su centralización, especialización, complejidad y una estructura política sumamente pesada. Estos defectos fueron luego expuestos por eventos sociopolíticos (rebelión del campesinado y deserción de mercenarios), la fragilidad de todos los reinos (Micenos, Hatti, Ugarit y Egipto), crisis demográficas (superpoblación) y guerras entre estados. Otros factores que podrían haber ejercido una presión creciente sobre los frágiles reinos incluyen la interrupción del comercio marítimo por la piratería de los Pueblos del Mar, así como la sequía, la pérdida de cosechas, el hambre o la invasión dórica.